# Olympische Sommerspiele 1956/Fußball – Halbfinale
Spiele des Halbfinals des olympischen Fußballturniers 1956.

Die Gewinner qualifizierten sich für das Finale, die Verlierer spielten um die Bronzemedaille.

Im Falle eines Unentschiedens nach Verlängerung wurde ein Wiederholungsspiel durchgeführt.

## Jugoslawien – Indien 4:1 (0:0)
| Jugoslawien                                                       | Jugoslawien | Indien | Indien |
| ----------------------------------------------------------------- | --- | --- | ------ |
| Jugoslawien                                                       | \| 4. Dezember 1956 um 16:30 Uhr in Melbourne (Olympic Park Stadium) \| \| Zuschauer: 16.626 \| \| Schiedsrichter: Nikolai Latyschew ( Sowjetunion) \|                                                       | \| 4. Dezember 1956 um 16:30 Uhr in Melbourne (Olympic Park Stadium) \| \| Zuschauer: 16.626 \| \| Schiedsrichter: Nikolai Latyschew ( Sowjetunion) \|                                                                              | Indien |
| Jugoslawien                                                       | Blagoja Vidinić – Mladen Koščak, Ibrahim Biogradlić – Ivan Šantek, Ljubiša Spajić, Dobrosav Krstić – Luka Liposinović, Zlatko Papec, Sava Antić, Todor Veselinović, Muhamed Mujić Cheftrainer: Milovan Ćirić | Subramaniam Narayan – Sheikh Abdul Latif, Abdul Rehman – Mariappa Kempaiah, Muhammad Salaam, Muhammad Noor – Pradip Kumar Banerjee, Nikhil Nandy, Neville D’Souza, Krishna Kittu, Tulasidas Balaraman Cheftrainer: Abdul Rahim Syed | Indien |
| Jugoslawien                                                       | 1:1 Papec (54.) 2:1 Veselinović (57.) 3:1 Papec (65.) 4:1 Salaam (78., Eigentor) | 0:1 D’Souza (52.) | Indien |
| 4. Dezember 1956 um 16:30 Uhr in Melbourne (Olympic Park Stadium) | | |        |
| Zuschauer: 16.626                                                 | | |        |
| Schiedsrichter: Nikolai Latyschew ( Sowjetunion)                  | | |        |

## Sowjetunion – Bulgarien 2:1 n.V. (0:0, 0:0)
| Sowjetunion                                                       | Sowjetunion | Bulgarien | Bulgarien |
| ----------------------------------------------------------------- | --- | --- | --------- |
| Sowjetunion                                                       | \| 5. Dezember 1956 um 16:30 Uhr in Melbourne (Olympic Park Stadium) \| \| Zuschauer: 21.079 \| \| Schiedsrichter: Robert Mann ( Vereinigtes Königreich) \|                                                                                      | \| 5. Dezember 1956 um 16:30 Uhr in Melbourne (Olympic Park Stadium) \| \| Zuschauer: 21.079 \| \| Schiedsrichter: Robert Mann ( Vereinigtes Königreich) \|                                                      | Bulgarien |
| Sowjetunion                                                       | Lew Jaschin – Nikolai Tischtschenko, Michail Ogonkow – Alexei Paramonow, Anatoli Baschaschkin, Igor Netto – Boris Tatuschin, Walentin Iwanow, Eduard Strelzow, Sergei Salnikow, Wladimir Ryschkin Cheftrainer: Gawriil Dmitrijewitsch Katschalin | Georgi Najdenow – Kiril Rakarow, Miko Goranow – Stefan Boschkow, Manol Manolow, Nikola Kowatschew – Gawril Stojanow, Georgi Dimitrow, Panajot Panajotow, Iwan Kolew, Krum Janew Cheftrainer: Stojan Ormandschiew | Bulgarien |
| Sowjetunion                                                       | 1:1 Strelzow (112.) 2:1 Tatuschin (116.) | 0:1 Kolew (95.) | Bulgarien |
| 5. Dezember 1956 um 16:30 Uhr in Melbourne (Olympic Park Stadium) | | |           |
| Zuschauer: 21.079                                                 | | |           |
| Schiedsrichter: Robert Mann ( Vereinigtes Königreich)             | | |           |